# Oberwaltersdorf
Oberwaltersdorf osztrák mezőváros Alsó-Ausztria Badeni járásában. 2022 januárjában 4943 lakosa volt. 

## Elhelyezkedése

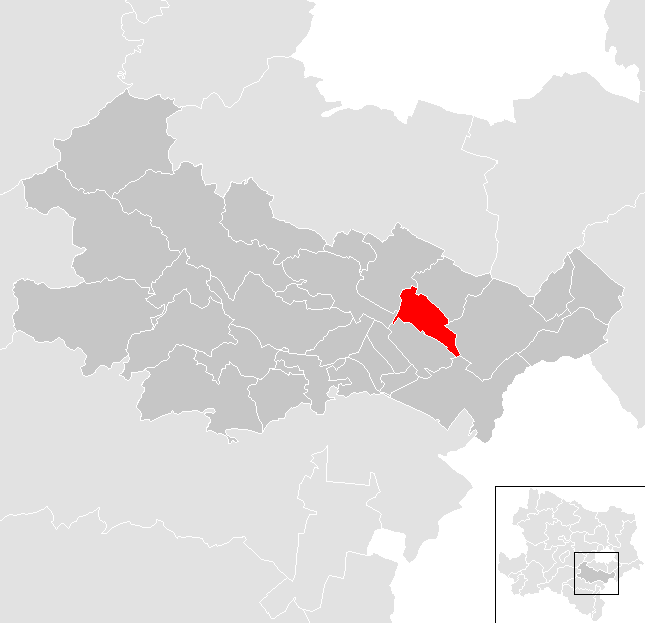
Oberwaltersdorf a Badeni járásban

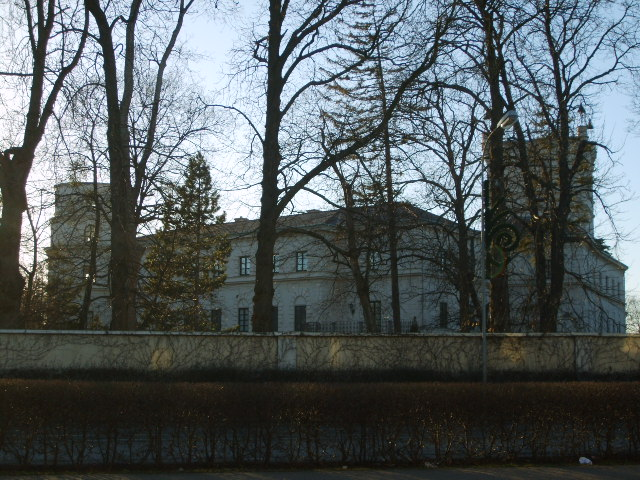
Az oberwaltersdorfi kastély

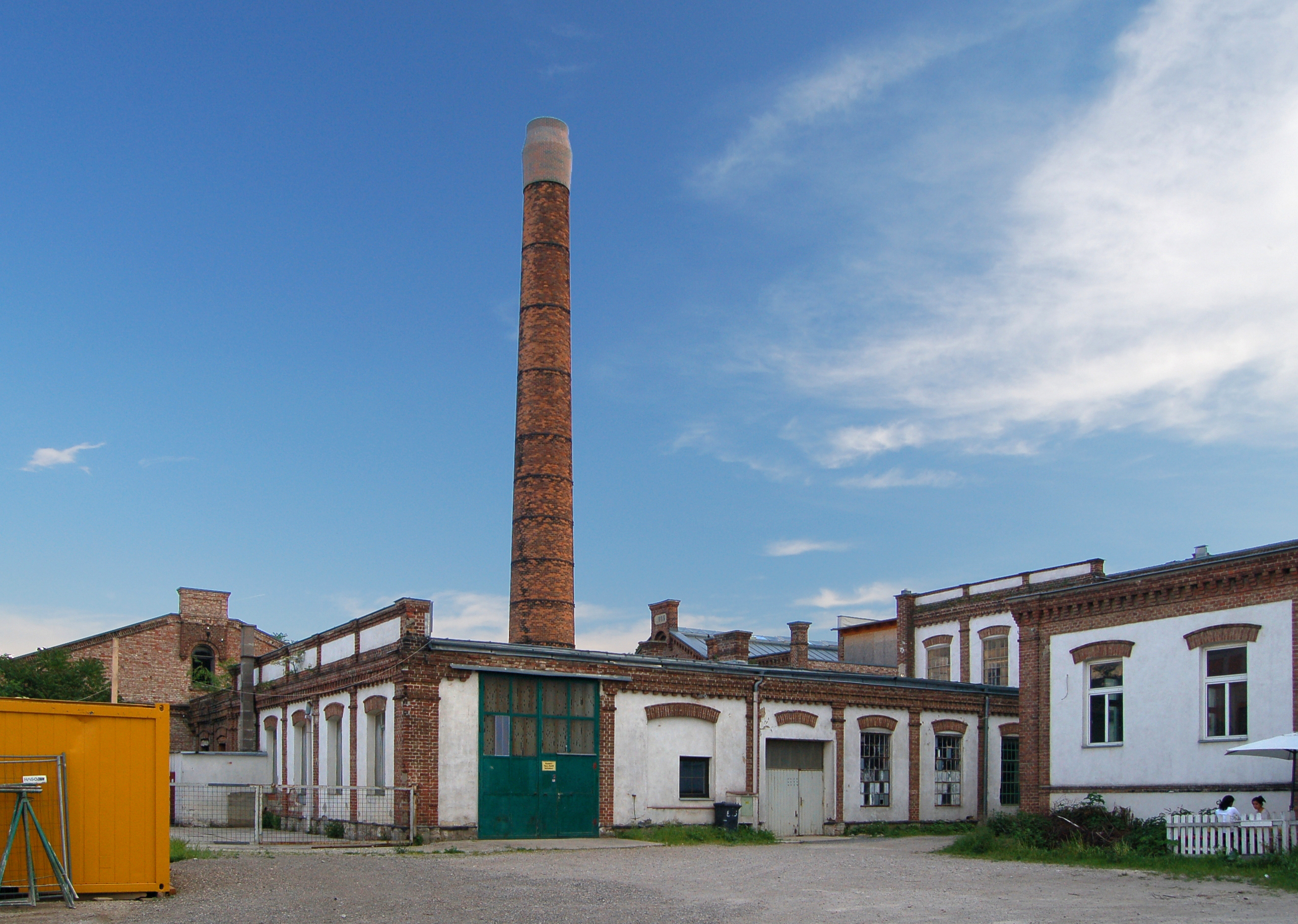
A volt fonóüzem

Oberwaltersdorf a tartomány Industrieviertel régiójában fekszik, a Triesting folyó mentén, a Bécsi-medencében. Területének 8,7%-a erdő, 59,1% áll mezőgazdasági művelés alatt. 
A környező önkormányzatok: északra Trumau, keletre Ebreichsdorf, délkeletre Pottendorf, délre Tattendorf, délnyugatra Baden bei Wien, nyugatra Traiskirchen.

## Története
A németek 990 körül kezdtek betelepülni az addig szlávok lakta régióba. Oberwaltersdorfot ("Waltrichsdorf") 1108-ban említik először a göttweigi apátság egyik oklevelében. 1234-ben II. Frigyes herceg elzálogosította. Szent Jakabnak szentelt templomát 1252-ben említik elsőként. 1264-ben a göttweigi kolostor átadta a birtokot II. Ottokár királynak. 1437-ben V. Albert herceg mezővárosi jogokat adományozott a településnek. 
Bécs 1529-es ostromakor Oberwaltersdorfot és templomát a törökök elpusztították. 
1818-ban a Gradner fivérek és Anton Girardoni fonógyárat alapított Oberwaltersdorfban. Az üzem 1897-ben leégett.
A második világháború végén, 1944-ben magyar zsidó kényszermunkásokat dolgoztattak a mezővárosban. 

## Lakosság
Az oberwaltersdorfi önkormányzat területén 2021 januárjában 4943 fő élt. A lakosságszám 1951 óta gyarapodó tendenciát mutat. 2020-ban az ittlakók 88,7%-a volt osztrák állampolgár; a külföldiek közül 2,4% a régi (2004 előtti), 3,6% az új EU-tagállamokból érkezett. 2,8% az egykori Jugoszlávia (Szlovénia és Horvátország nélkül) vagy Törökország, 2,5% egyéb országok polgára volt. 2001-ben a lakosok 67%-a római katolikusnak, 5,2% evangélikusnak, 1,6% ortodoxnak, 4,6% mohamedánnak, 18,8% pedig felekezeten kívülinek vallotta magát. Ugyanekkor a legnagyobb nemzetiségi csoportokat a németek (88%) mellett a törökök (3,6%), a magyarok 2%), a szerbek (1,6%) és a horvátok (1,3%) alkották.
A népesség változása:

| 2016 | 4 341 |
| 2018 | 4 618 |

## Látnivalók

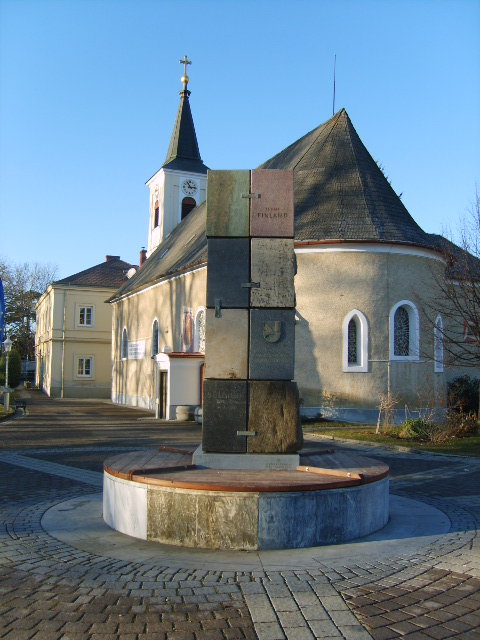
A Szt. Jakab-plébániatemplom

- az oberwaltersdorfi kastély
- a Szt. Jakab-plébániatemplom
- a volt fonógyár
- a volt zsinagóga

## Fordítás
- Ez a szócikk részben vagy egészben  az   Oberwaltersdorf című német Wikipédia-szócikk ezen változatának fordításán alapul.  Az eredeti cikk szerkesztőit annak laptörténete sorolja fel. Ez a jelzés csupán a megfogalmazás eredetét és a szerzői jogokat jelzi, nem szolgál a cikkben szereplő információk forrásmegjelöléseként.